# Насрадин хоџа
Насрадин хоџа је лик из кратких сатиричних прича народа Балкана, Блиског и Средњег истока и Средоземља. У причама је представљен као шаљивџија који шалама остварује велику корист варајући наивни народ. Највјероватније је лик створен по историјској личности која је живјела у 13. вијеку на подручју Средњег истока. УНЕСКО је 1996—1997. годину прогласио за „Међународну годину Насрадина хоџе“. У турском граду Акшехиру се сваке године од 5. до 10. јула одржава фестивал посвећен Насрадину хоџи.
Кратер Насрадин на Плутоновом месецу Харону је именован по Насрадин-хоџи.